# Dolina Wapienicy

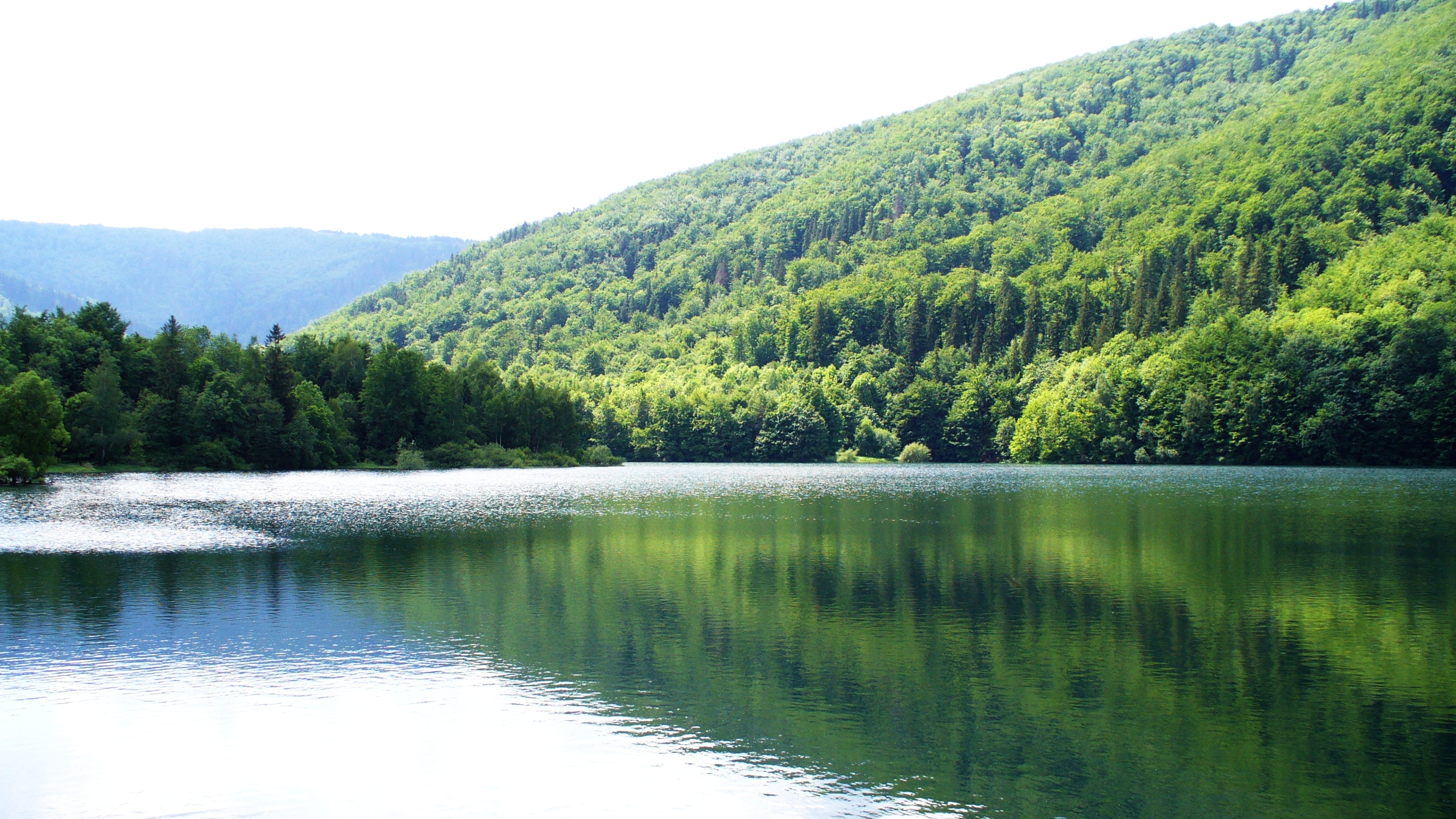
Widok na Błatnią

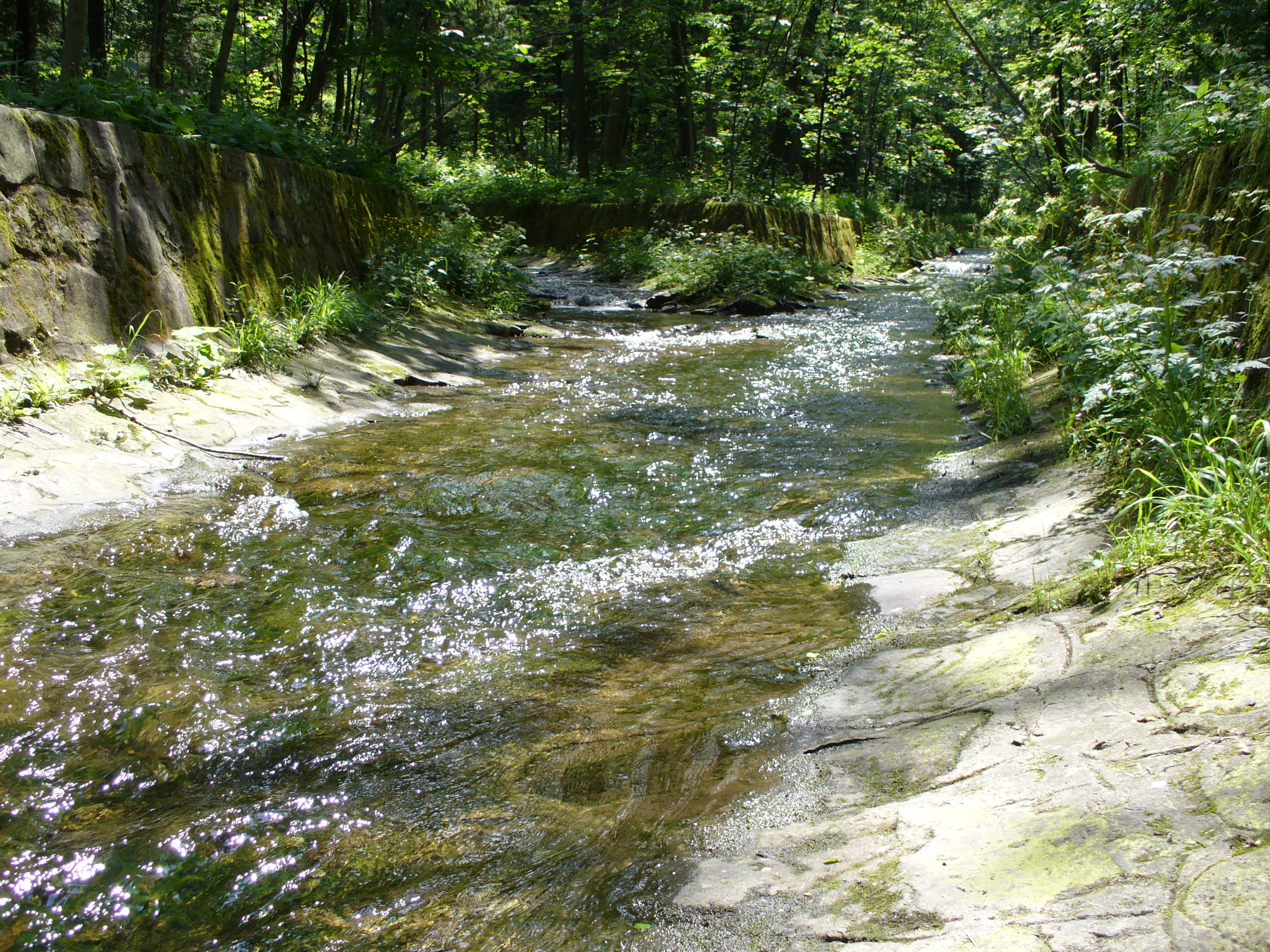
Potok Żydowski

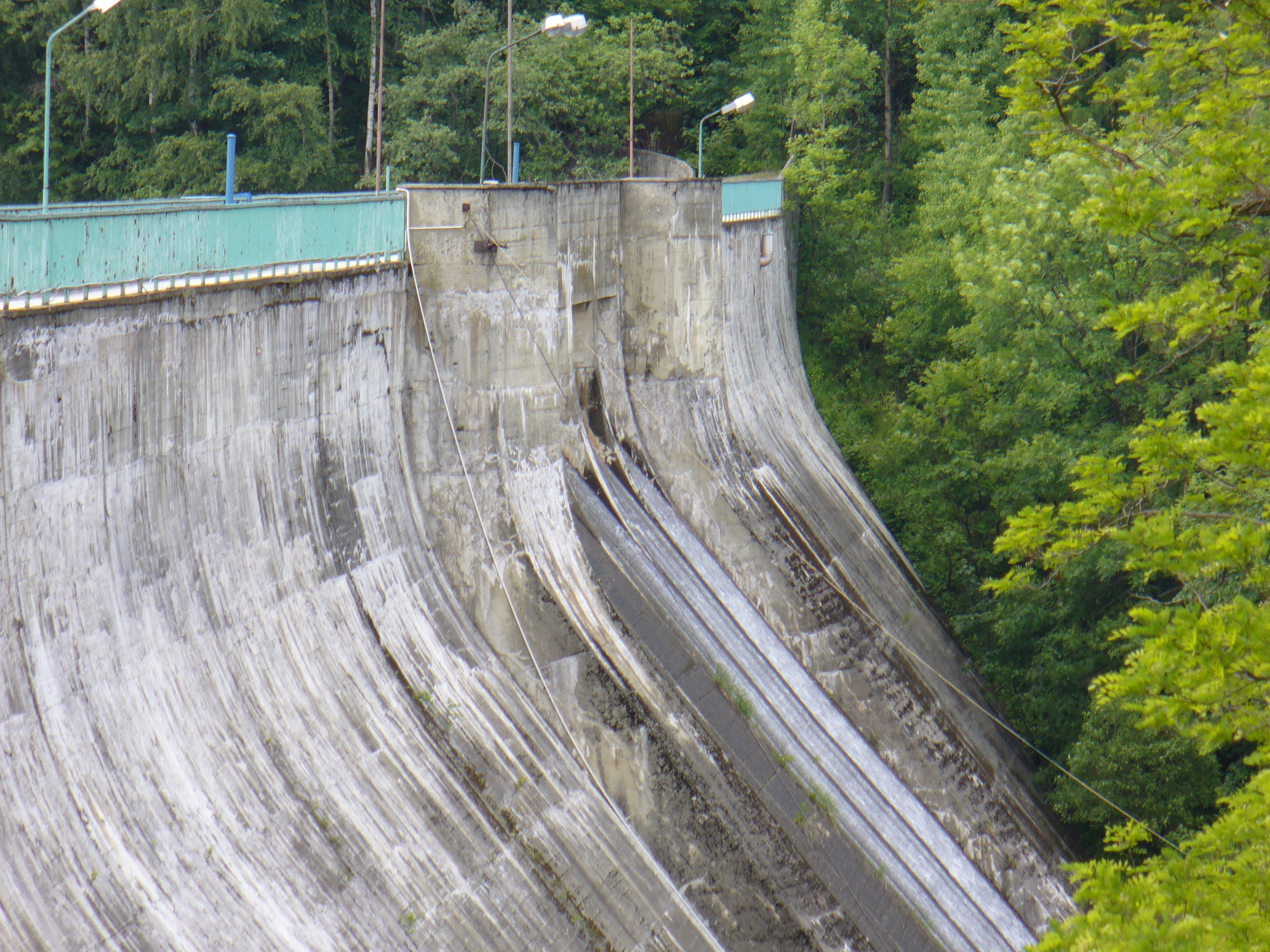
Zapora wodna im. Ignacego Mościckiego

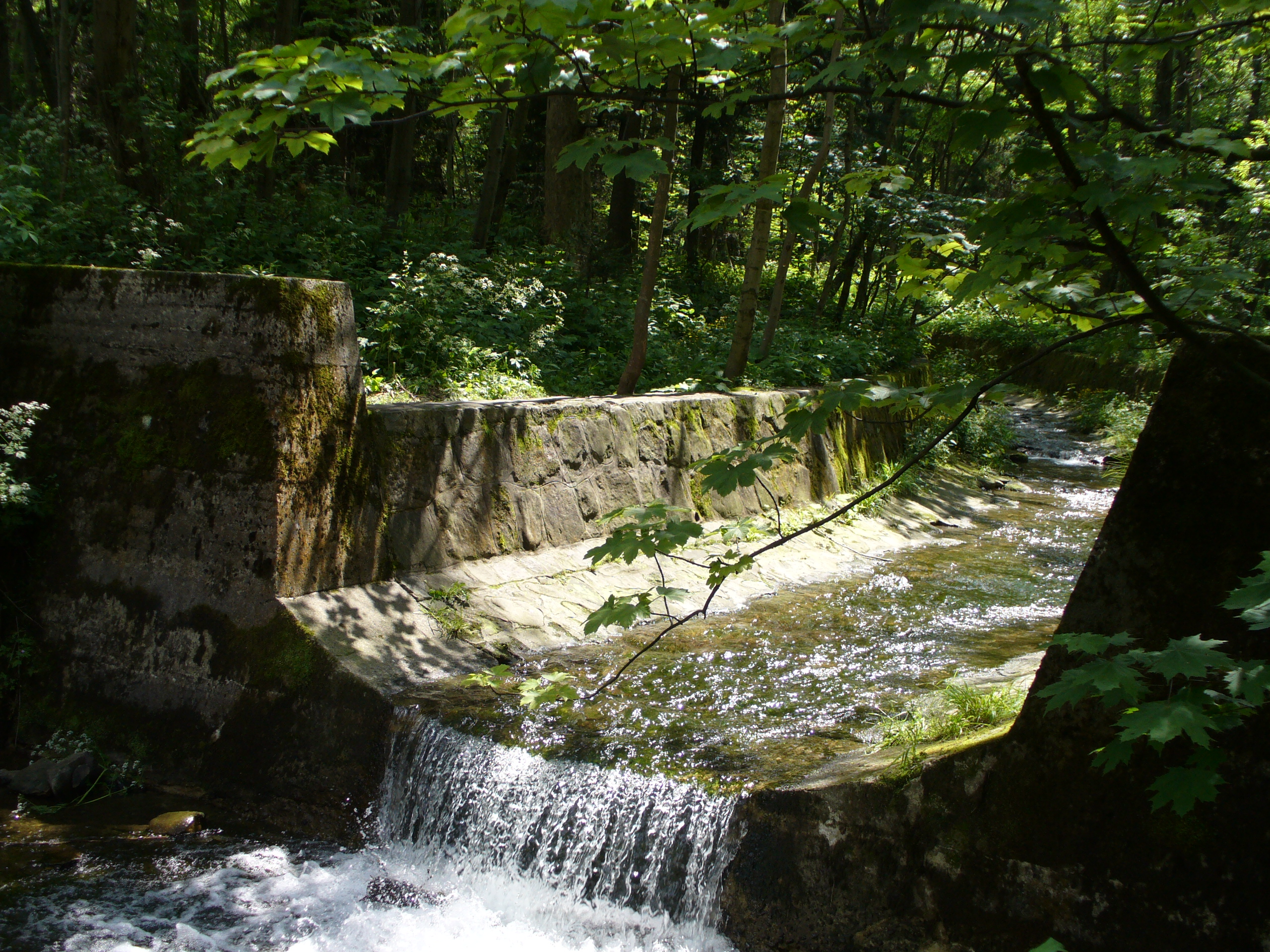
Wapienica w górnym biegu

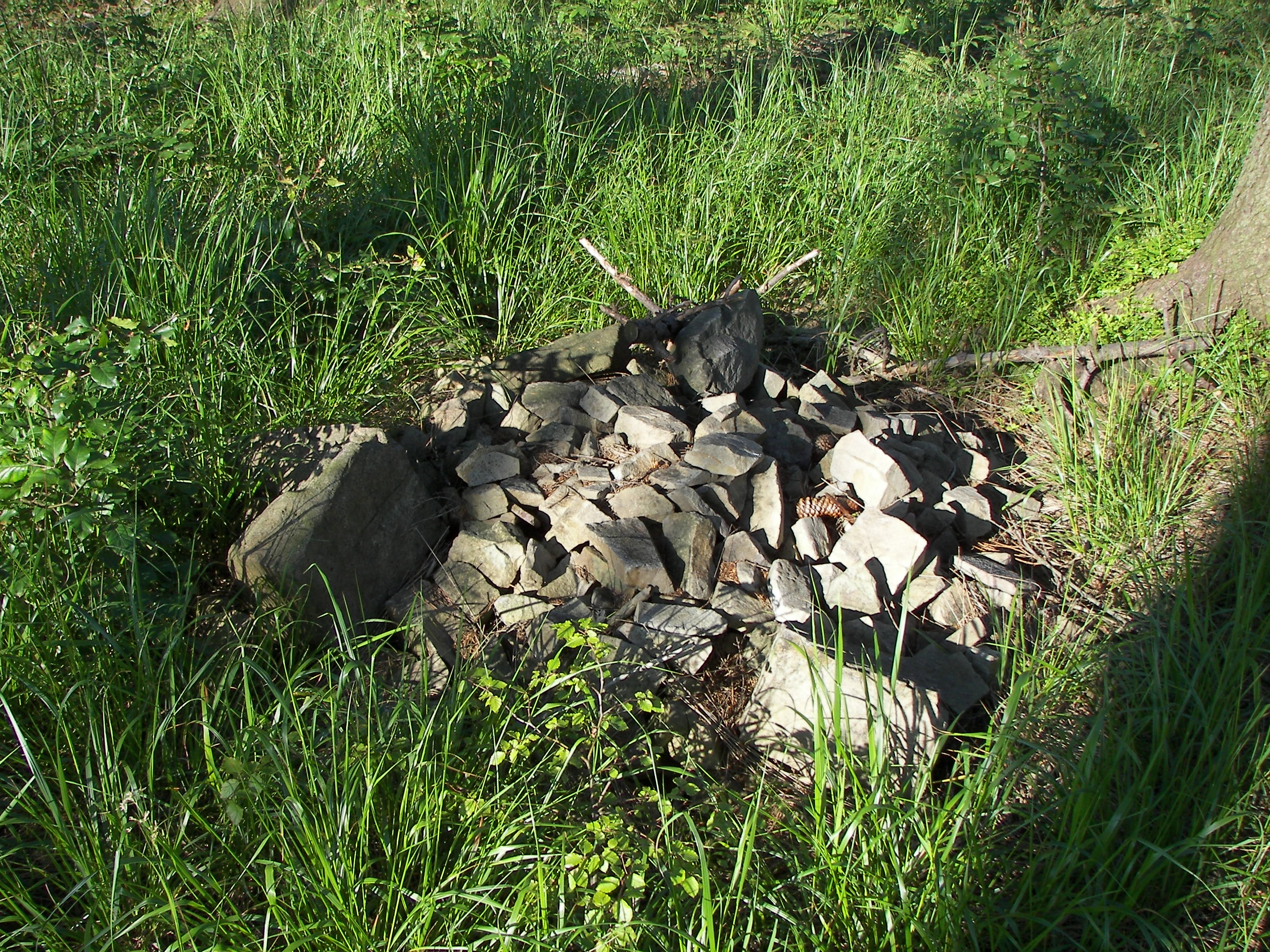
Kamienny kopiec na Palenicy

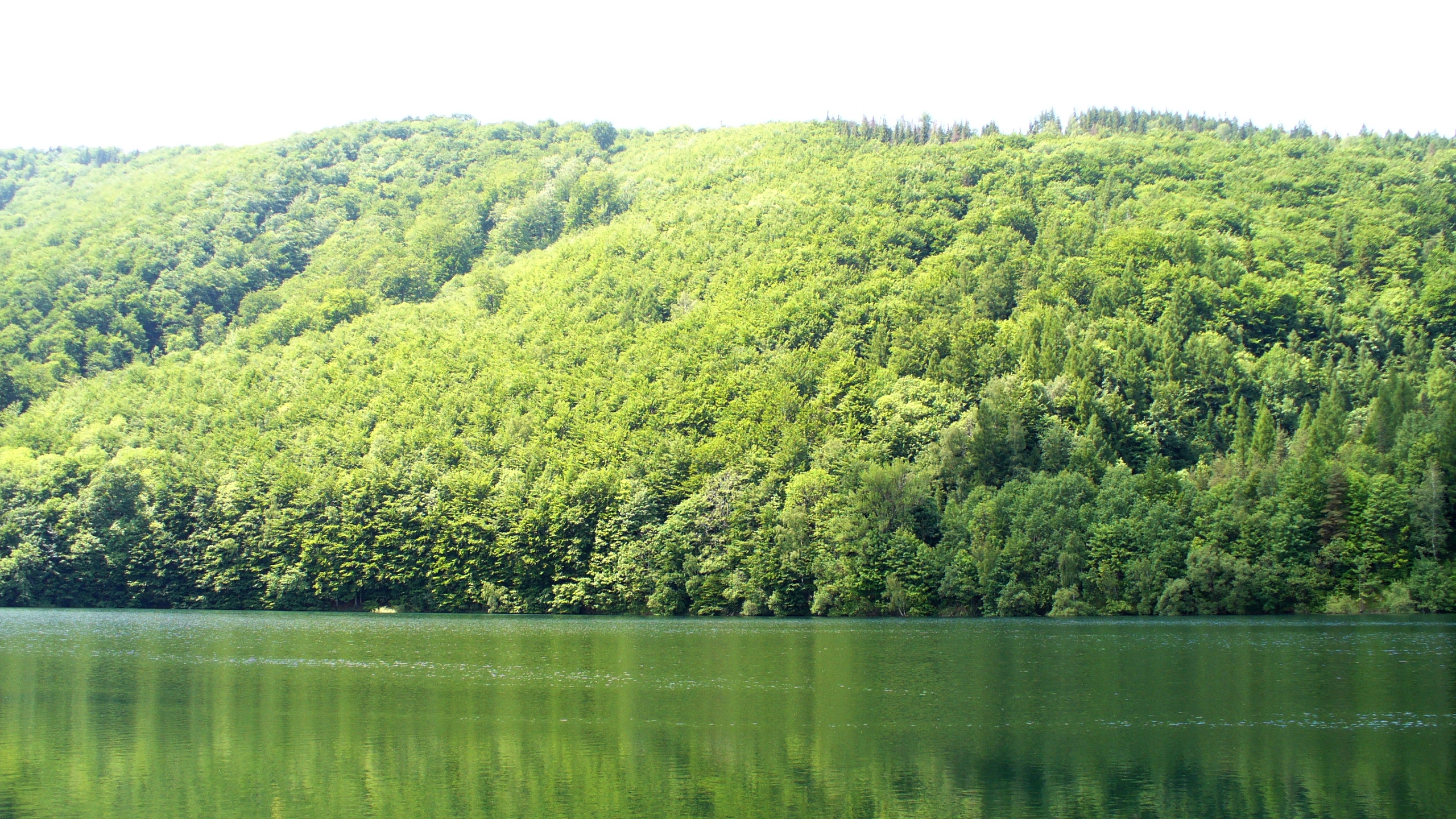
Widok na Wysokie i rezerwat przyrody Jaworzyna

Dolina Wapienicy – cenny przyrodniczo obszar położony w północnej części Beskidu Śląskiego, w granicach administracyjnych miasta Bielsko-Biała (dzielnice Wapienica i Kamienica). W 1993 r. utworzono tu zespół przyrodniczo-krajobrazowy „Dolina Wapienicy” (zwany też „Parkiem Ekologicznym Dolina Wapienicy”). Powierzchnia tego zespołu wynosi 1519,02 ha.
Dolina Wapienicy znajduje się pomiędzy Pasmem Błatniej (szczyty Palenica, Kopany, Wysokie, Przykra, Błatnia, Stołów) a Pasmem Klimczoka i Szyndzielni (Trzy Kopce, Klimczok, Szyndzielnia, Cuberniok, Dębowiec). Spływa nią rzeka Wapienica i jej dopływy, potoki Barbara i Błatnia. W dolinie na Wapienicy od 1932 r. znajduje się zapora wodna, spiętrzająca sztuczne Jezioro Wapienickie.
Jest to jeden z niewielu w Europie obszar dzikiej przyrody, znajdujący się w granicach dużej aglomeracji.

## Historia
Aż do XVIII w. Dolina Wapienicy pozostawała nieznana. Walory krajobrazowe tego miejsca dostrzegła dopiero Luiza Sułkowska (1788–1848) – żona księcia bielskiego Jana Sułkowskiego, która często przyjeżdżała tu na spacery. Od jej imienia wzięła się, używana aż do drugiej połowy XX w., nazwa „Dolina Luizy”. W czerwcu 1822 r. doliną Wapienicy na Błatnią podążał w trakcie jednej ze swych turystycznych wypraw późniejszy książę pszczyński Ludwik Anhalt.
W XIX w. Dolina Wapienicy zyskała wielką popularność, o czym może świadczyć fakt, że w szybkim tempie zaczęły tu powstawać wille i hotele (m.in. „Klimczokówka”), a już w 1927 r. istniało połączenie autobusowe z Bielskiem.
W latach 1893–1894 powstały tu pierwsze sączkowe ujęcia wodne dla utworzonych w 1895 r. wodociągów bielskich, a w 1911 powstały plany budowy na Wapienicy zapory wodnej. Największa inwestycja w historii bielskich wodociągów została jednak zrealizowana dopiero w latach 1928–1932. Zbudowano wtedy Zaporę wodną im. Ignacego Mościckiego (rozbudowaną w czasie II wojny światowej), a w wyniku spiętrzenia rzeki powstało jezioro Wielka Łąka.
W skład Bielska-Białej Dolina Wapienicy weszła w latach 1968 (część wschodnia – Kamienica) i 1977 (część zachodnia – Wapienica).
Do objęcia Doliny Wapienicy ochroną przyczyniła się wieloletnia kampania prowadzona przez Pracownię na Rzecz Wszystkich Istot. 13 września 1990 roku Rada Miejska Bielska-Białej przegłosowała uchwałę, w której „uważa się za niezbędne utworzenie miejskiego parku ekologicznego w dolinie potoku Wapienica”. W 1993 r. Rada Miejska ustanowiła zespół przyrodniczo-krajobrazowy „Dolina Wapienicy”, będący pierwszym w Polsce zespołem w formie „parku ekologicznego”. Od 1998 Dolina znajduje się w granicach Parku Krajobrazowego Beskidu Śląskiego.

## Przyroda
Cechą charakterystyczną Doliny Wapienicy jest różnorodność zbiorowisk leśnych, których zdecydowana większość zachowała swój naturalny charakter, wyrażający się składem gatunkowym i strukturą w niewielkim stopniu odbiegających od stanu naturalnego.
Na obszarze Doliny Wapienicy zachował się również naturalny charakter przestrzenny zespołów leśnych typowy dla Beskidu Śląskiego. Na ten naturalny beskidzki krajobraz składa się nie tylko szata roślinna, ale także zamieszkujące tutejsze lasy zwierzęta, w niewielkim stopniu zmienione gleby, źródła i potoki tworzące skomplikowaną sieć wodną, zasilaną przez wodonośne utwory fliszowe, ciekawa rzeźba terenu wyrażająca się m.in. występowaniem jaskiń pochodzenia osuwiskowego, schronisk skalnych oraz wychodni piaskowcowych, z których uroczysko Diable Młyny posiada ponoć tajemną moc.
Występują tu wszystkie typowe dla Beskidu Śląskiego piętra roślinne: pogórza, regla dolnego oraz regla górnego.
W najniżej położonych partiach doliny występuje podgórski łęg jesionowy, który swą różnorodność gatunkową zawdzięcza nie do końca uregulowanym potokom, których wylewy dostarczają siedliskom nowych substancji pokarmowym.
Wyżej położone są siedliska olszynki karpackiej. Tworzą ją niewielkich rozmiarów okazy olszy szarej oraz wierzby kruchej i olszy czarnej.
Siedliska dolnoreglowe zajmuje jaworzyna górska, którą tworzą buk, jawor i jesion, którego udział w zbiorowiskach dolnoreglowych należy do rzadkości w Beskidach Zachodnich. W warstwie runa niepodzielnie panuje miesiącznica trwała.
Najwięcej przestrzeni pokrywa jednak żyzna buczyna karpacka, która jest przywiązana do stoków o nachyleniu do 40 stopni oraz gleb z mniejszym niż w jaworzynie udziałem części szkieletowych. O charakterze i wyglądzie lasu przede wszystkim decyduje buk, a jawor, jesion, świerk i wiąz występują najczęściej w postaci nielicznej domieszki. Mimo iż buczyna karpacka jest lasem typowo dolnoreglowym, w Dolinie Wapienicy spotykamy także jej podgórską postać z większym udziałem gatunków niżowych, takich jak: lipa, dąb, wiąz, a w warstwie runa: podagrycznik pospolity oraz szałwia lepka.
Oprócz żyznej buczyny karpackiej na terenie doliny występuje kwaśna buczyna. Zajmuje ona górne partie stoków i grzbiety górskie o niezbyt dużym nachyleniu. W tym typie lasu także dominuje buk, którego wygląd jest bardzo zróżnicowany.
Partie stoków o nachyleniu do 40 stopni, leżące powyżej 950 m n.p.m. zajmuje dolnoreglowy bór mieszany jodłowo-świerkowy. Dominują tu nie jodły, a buki i świerki.
Najwyżej położone siedliska w dolinie zajmują świerkowe bory górnoreglowe, mimo iż brak tu wzniesień o wysokości będącej w zakresie występowania karpackiego boru górnoreglowe.
Flora roślin naczyniowych Doliny Wapienicy liczy ponad 400 gatunków, spośród których 21 jest objętych całkowitą lub częściową ochroną. Wśród nich znajdują się: dziewięćsił bezłodygowy, śnieżyczka przebiśnieg, lilia złotogłów, omieg górski, widłak, sromotnik bezwstydny czy centuria pospolita.
W Dolinie Wapienicy występuje również wiele drzew o wymiarach pomnikowych, z których większość znajduje się w rejonie Żydowskiego Potoku. Największe z nich, o trzech zrośniętych ze sobą pniach, liczy 500 cm obwodu. W południowo-wschodniej części doliny, u podnóża Stołowa znajduje się aleja sosen wejmutek.
Równie bogata jest fauna doliny. Występują tu zarówno popularne w Beskidach sarny, jelenie, dziki i lisy, jak i kuny, gronostaje czy nietoperze.
Wśród ptaków zaobserwowano w Dolinie Wapienicy ponad 60 gatunków, w tym wysokogórskie: drozd obrożny, orzechówka, siwerniak, dzięcioł trójpalczasty oraz głuszce.
Występują także liczne gatunki owadów, płazów i gadów.

## Zabytki
- Zapora wodna im. Ignacego Mościckiego – betonowo-ziemna; zbudowana na Wapienicy w latach 1929–1932; poprzez spiętrzenie wody powstało jezioro Wielka Łąka;
- Grodzisko na Palenicy – prawdopodobnie powstało ok. 500 p.n.e., a jego istnienie wiąże się z istnieniem warowni, w której chronił się lud Młyńskiej Kępy, bądź miejscem kultu;
- „Klimczokówka” – XIX-wieczna willa, pełniąca niegdyś funkcję hotelu;
- Leśniczówka „Barbara” – d. dom myśliwski Sułkowskich, zbudowany w XIX wieku;
- Studnie wodne – pozostałości po dawnym ujęciu wodnym, zbudowanym dla bielskich wodociągów w latach 1893–1894.

## Ochrona przyrody
Po wieloletniej kampanii prowadzonej przez Pracownię na Rzecz Wszystkich Istot, w 1993 r. utworzono zespół przyrodniczo-krajobrazowy „Dolina Wapienicy” zwany też „Parkiem Ekologicznym Doliny Wapienicy”. Było to pierwsze w Polsce miejsce, gdzie wprowadzono w życie ideę parku ekologicznego, czyli połączenia ochrony przyrody z edukacją ekologiczną opartą na jej bezpośrednim doświadczaniu i zaangażowaniu społecznym na jej rzecz. Celem parku ekologicznego jest bowiem stworzenie warunków dla swobodnego rozwoju istniejących tam biocenoz, ale także umożliwienie obserwacji procesów przyrodniczych w miejscach, w których nie zakłóca to ich przebiegu.
Cały obszar Doliny Wapienicy wchodzi również w skład Parku Krajobrazowego Beskidu Śląskiego oraz obszaru sieci Natura 2000 „Beskid Śląski” PLH240005.
Na terenie Doliny Wapienicy znajdują się dwa rezerwaty przyrody:
- Stok Szyndzielni – utworzony w 1953 r.; obejmuje północne stoki Trzech Kopców, gdzie występują naturalne zespoły leśne regla dolnego oraz pogranicza regla dolnego i górnego.
- Jaworzyna – utworzony w 2003 r.; obejmuje wschodnie stoki Wysokiego; celem ochrony tego obszaru jest przede wszystkim zachowanie naturalnej jaworzyny górskiej;

Projektowane są również kolejne rezerwaty: Piekielny, Barbara i Klimczok oraz użytek ekologiczny Diable Młyny.

## Turystyka
Szlaki PTTK w Dolinie Wapienicy
 → Wapienica Centrum → ul. Zapora → jezioro Wielka Łąka → Palenica → Wysokie → Przykra → Błatnia
 → Wapienica (ul. Tartaczna) → jezioro Wielka Łąka → Szyndzielnia
 → szlak łącznikowy między  a 
Pozostałe szlaki
- ścieżka przyrodniczo-leśna „Wapienica”
- ścieżka dydaktyczna w grupie Klimczoka

Obiekty turystyczne *
- Krzywa Chata – kawiarnia z punktem widokowym na jezioro Wielka Łąka
- Karczma pod Zaporą z zapleczem rekreacyjnym

* Nie zaliczono schronisk PTTK w górach.